# Sabirni logor Jadovno
Logor Jadovno bio je sabirni logor i logor smrti u dolini Velebita, zapadno od Gospića, koji je 1941. vodila Ustaška obrana tijekom NDH. Služio je kao mjesto za istrebljenje "nepoželjnih osoba".[nedostaje izvor] Broj žrtava je nepoznat, a barata se brojevima od preko tisuću do nekoliko desetaka tisuća (vidi dolje),  uglavnom Srba, Roma, Židova i Hrvata. U njemu je ubijeno i mnogo komunista iz Zagreba: jedna od žrtava bio je i Milan Bakić Baja, komunist srpskog podrijetla. Političar Vladimir Malančec također je bio u Jadovnom i jedva je preživio.[nedostaje izvor]
Logor je djelovao od 11. travnja do 25. kolovoza 1941. godine po nalogu Eugena Dide Kvaternika. Logorski sustav sačinjavali su 'Žuta kuća', odnosno tadašnji ,,geriht-zatvor" (,,sudski zatvor") u Gospiću, logor na Velebitu i logor Slano na otoku Pagu. U logoru, koji je izradilo nekoliko stotina mladih Židova iz Zagreba, završili su brojni konvoji koji su vlakovima stizali iz cijele Hrvatske i dalje pješice na Velebit. Samo su rijetki preživjeli dolazak u Gospić i na Velebit. Cijela priča okončana je potkraj kolovoza 1941. godine kada su talijanske snage okupirale i tzv. Drugu zonu, dakle teritorij u dalmatinskom zaleđu i Lici u kojem je do tada NDH imala civilnu i vojnu vlast. Ustaške postrojbe morale su se povući sa svih lokacija na kojima je djelovao spomenuti logorski sustav. Bio je to jedan od tragičnih događaja vladavine mržnje tijekom brutalne diktature ustaša na tim područjima.

## Procjene broja žrtava
O žrtvama logora Jadovno odnosno skupine gospićkih logora (Gospić, Jadovno, Pag) prve je brojke iznio Milan Ljuština iz Donjeg Lapca, koji je od travnja do kolovoza 1941. bio zatočen u kaznionici Okružnog suda u Gospiću, i koji 1942. u izjavi Komesarijatu za izbeglice i preseljenike u Beogradu navodi da su, po njegovoj procjeni (koju temelji na svom, navodno, svakodnevnom praćenju uhićenika koji su dovođeni, a zatim i odvođeni), ustaše otpremili u logor Jadovno, njegove pomoćne logore i na stratišta 120.000 osoba, od čega 118.000 Srba, 1.800 Židova i 120 Hrvata. Komisija za popis žrtava rata Saveznog izvršnog vijeća (Vlade) SFR Jugoslavije iz 1964. poimenično je u logoru Jadovno utvrdila 1.794 žrtve. Nakon što su rezultati te (državne!) komisije stavljeni pod embargo, u narednim desetljećima su iznošene vrlo raznolike procjene - od 15 do 72 tisuće žrtava. Ekshumacije žrtava bačenih u jame nisu do danas provedene, makar je još 1962. godine izvršen speleološki pregled jama, te je u časopisu "Naše planine" bio iste godine objavljen izvještaj Tihomira Pajalića (uz grafički prikaz) prema kojem se u Šaranovoj Jami nalazi sloj ljudskih kostiju debljine 1,35 m, na dnu jame dimenzija približno 4 x 6 m - kako 2009. godine piše dr. sc. Srećko Božićević, inače geolog, speleolog i pisac knjige "Jame kao grobnice" iz 1991 god. Prema Božićeviću, broj žrtava kojima pripadaju kosti u sloju utvrđenom u Šaranovoj Jami 1962. godine je znatan, ali se sigurno ne broji u desecima tisuća.
Izuzev procjena koje su utemeljene na nepouzdanim metodama poput procjena kapaciteta logora i množenje s brojem dana njegovog postojanja, postoje radovi koji sadrže točnije i pomnje provjerene podatke. Gojko Vezmar, tako, navodi u svojoj temeljitoj knjizi iz 2004. god. da je s područja Like u raznim jamama i bezdanima završilo ukupno 2.188 ljudi, od čega se na stradale iz logora Gospić-Jadovno odnosi 919 žrtava. Vezmar nije obradio pitanje žrtava, koje su u Jadovno dovođene iz drugih krajeva.  Igor Graovac, prema podacima jugoslavenskog poimeničnog popisa žrtava drugog svjetskog rata iz 1964. godine (rezultati temeljitog popisa koji nisu obuhvatili žrtve na strani "okupatora i njihovih slugu", a koji je zbog premalog broja utvrđenih žrtava bio stavljen pod embargo sve do raspada Jugoslavije), utvrđuje 94 žrtve s područja Dalmacije, koje su ubijene u logoru Jadovno - Gospić.
Poimenični popis žrtava sačinjenog od strane jugoslavenskih vlasti 1964. godine, u sustavu logora Gospić - Jadovno pobijeno je 1.794 ljudi. Prema nalazu talijanske vojske koja je 1941. godine zatvorila sustav logora Jadovno - Gospić kojega su vodile vlasti NDH, u njegovoj "filijali" na otoku Pagu pronađeno je 791 ubijenih. Razne procjene sačinjene pomoću nepouzdanih metoda iznose brojeve od približno 15.000 do preko 70.000 žrtava

## Komemoracije
1991. dogodilo se rušenje spomenika u Čačića docu. Od tada se odvijaju komemoracije u znak sjećanja kako bi se odala počast stradalim ljudima. “Danom sjećanja” proglašen je 24. lipnja, jer se smatra da je tog dana 1941. godine “tvornica smrti” s obje strane mitske planine dobila svoje konačne dimenzije.
16. lipnja 2009., hrvatski predsjednik Stjepan Mesić sudjelovao je na komemoraciji žrtvama logora Jadovno s četiristotinjak uzvanika te ponovio da se na te žrtve ne smije zaboraviti. Predsjednica SAABRH Vesna Čulinović Konstantinović rekla je da Jadovno jedan od najstrašnijih ustaških logora u kojemu je, u samo nekoliko mjeseci, poubijano nekoliko desetaka tisuća nevinih ljudi.
26. lipnja 2010., novi hrvatski predsjednik Ivo Josipović također je prisustvovao komemoraciji žrtvama. U komemoraciji su sudjelovali i Mirko Mećava, Ognjen Kraus te Milorad Pupovac. Josipović je simbolično položio svijeću na mjesto nekadašnjeg logora te održao govor:
"U tim je logorima ubijeno između 30 i 40 tisuća ljudi, a hrvatski antifašizam i partizanska borba temelj su hrvatske državnosti. Suvremeni nastavak te borbe bio je pravedan i obrambeni Domovinski rat što je dovelo do uspostave samostalne i demokratske Hrvatske...Inzistiram da se zaboravljeni spomenici zločina obnove."
Dana 21. lipnja 2015. god., na komemoraciji u Jadovnom je ministar u Vladi Republike Srbije Aleksandar Vulin govorio protiv navodnih pokušaja povijesnog revizionizma koje on prepoznaje na hrvatskoj strani. Uz očitu aluziju na postupanje Predsjednice Republike Hrvatske Kolinde Grabar-Kitarović 2015. god, izjavio je: "Ne može ista ruka vijenac nositi i u Bleiburg i u Jasenovac, nemojte nam miriti mrtve". Također se zgražao nad najavljenim skorim proglašenjem blaženog Alojzija Stepinca za sveca u Katoličkoj Crkvi, nazvavši ga - pred predstavnicima Vlade RH i Hrvatskog sabora - "ustaškim vikarom". Komentirao je da je dolazeći u Jadovno vidio "one koji vrište što jame nisu dovoljno pune" - referirajući se na predstavnike nekoliko udruga branitelja Domovinskog rata koji su demonstrirali uz plakat "Pijetet žrtvama – Da! Četničko-komunističkom antifašizmu – Ne!".  Kao predstavnik tih udruga poručio je Mile Biondić, predsjednik riječkog UHDDR-a grada Rijeke kako iz udruga izražavaju žaljenje zbog žrtava ustaškog logora, ali i napominju kako su nakon Drugog svjetskog rata na ovom mjestu pobijeni u brojnim jamama i mnogi Hrvati s Bleiburga i križnih puteva, "pa bi valjalo utvrditi i njihovu sudbinu i broj". Dodao je Biondić: "Prošle je godine na komemoraciji biskup Mile Bogović uputio poziv da se istraže okolnosti stradanja, ali istraživanje istine do danas nije počelo, niti su činjenice znanstveno utvrđene. Stoga ponovno pozivamo i prozivamo institucije hrvatske države da osiguraju financijska sredstva i provedu znanstveno istraživanje da bi se utvrdio točan broj žrava", rekao je Biondić, dodajući također da se s brojem žrtava Jadovno manipulira. Dva dana kasnije je ministar Vulin u izjavi za Radio-televiziju Srbije branitelje okupljene oko Biondića okarakterizirao kao " više stotina povampirenih ustaša". 

## Poveznice
- Ustaški koncentracijski logori

## Vanjske poveznice
- Jadovno i Šaranova jama: Kontroverze i manipulacije [The Jadovno Concentration Camp and the Šaran Pit: Controversies and Manipulations], (Zagreb: Hrvatski institut za povijest, 2017) sažetak knjige (engleski)